# Прва лига СР Југославије у фудбалу
Прва лига Савезне Републике Југославије у фудбалу је највише фудбалско такмичење у СР Југославији, у организацији Фудбалског савеза Југославије. Ово првенство се играло од распада СФРЈ 1991. до 2003, када је СР Југославија променила име у Србија и Црна Гора. Прво првенство је одиграно у сезони 1992/93, а освојио га је ФК Партизан. Укупно је одиграно 11 сезона првенства СР Југославије у којима је Партизан био шампион 7 пута, Црвена звезда 3 пута и ФК Обилић једном.

## Победници свих првенстава
| Сезона  | Шампион       | Вицешампион   | Трећепласирани |
| ------- | ------------- | ------------- | -------------- |
| 1992/93 | Партизан      | Црвена звезда | Војводина      |
| 1993/94 | Партизан      | Црвена звезда | Војводина      |
| 1994/95 | Црвена звезда | Партизан      | Војводина      |
| 1995/96 | Партизан      | Црвена звезда | Војводина      |
| 1996/97 | Партизан      | Црвена звезда | Војводина      |
| 1997/98 | Обилић        | Црвена звезда | Партизан       |
| 1998/99 | Партизан      | Обилић        | Црвена звезда  |
| 1999/00 | Црвена звезда | Партизан      | Обилић         |
| 2000/01 | Црвена звезда | Партизан      | Обилић         |
| 2001/02 | Партизан      | Црвена звезда | Сартид         |
| 2002/03 | Партизан      | Црвена звезда | ОФК Београд    |

## Лигашки прваци
| Клуб          | Бр. титула | Сезоне                                                         |
| ------------- | ---------- | -------------------------------------------------------------- |
| Партизан      | 7          | 1992/93, 1993/94, 1995/96, 1996/97, 1998/99, 2001/02, 2002/03, |
| Црвена звезда | 3          | 1994/95, 1999/00, 2000/01                                      |
| Обилић        | 1          | 1997/98                                                        |

## Листа стрелаца
| Сезона  | Голгетер                                                  | Голова |
| ------- | --------------------------------------------------------- | ------ |
| 1992/93 | Анто Дробњак (Црвена звезда) Веско Михајловић (Војводина) | 22     |
| 1993/94 | Саво Милошевић (Партизан)                                 | 21     |
| 1994/95 | Саво Милошевић (Партизан)                                 | 30     |
| 1995/96 | Војислав Будимировић (Чукарички)                          | 23     |
| 1996/97 | Зоран Јовичић (Црвена звезда)                             | 21     |
| 1997/98 | Саша Марковић (Црвена звезда)                             | 27     |
| 1998/99 | Дејан Османовић (Хајдук Кула)                             | 16     |
| 1999/00 | Матеја Кежман (Партизан)                                  | 27     |
| 2000/01 | Петар Дивић (ОФК Београд)                                 | 27     |
| 2001/02 | Зоран Ђурашковић (Младост Лучани)                         | 27     |
| 2002/03 | Звонимир Вукић (Партизан)                                 | 22     |